# Lobos (serie de televisión)
Lobos es una serie española de televisión, estrenada por Antena 3 en 2005.

## Argumento
La serie narra las aventuras de Manuel Lobo (Sancho Gracia), un abogado maduro, viudo y padre de tres hijas que se encuentra ante la tesitura de caminar por el filo de la ley para evitar que su hija pequeña, Lucía (Miryam Gallego), acabe en la cárcel por tráfico de droga. Sus otras dos hijas Carmen, juez instructora y Mara, médico forense, le ayudarán en su labor.

## Reparto
- Sancho Gracia (†) ...  Manuel Lobo
- Cayetana Guillén Cuervo ...  Carmen Lobo
- Mar Regueras ...  Mara Lobo
- Miryam Gallego ... Lucía Lobo
- Miguel Ángel Solá ... Alonso Soares
- Roberto Enríquez ... Jaime
- Mabel Lozano ... Paloma
- Sergio Peris-Mencheta ... Tito Soares
- Aitor Merino ... Martín
- Rodolfo Sancho ... Abel
- Iñaki Miramón ... Fiz

## Episodios y audiencias
El día de su estreno, la serie solo alcanzó un 17,5% de cuota de pantalla (3.264.000 espectadores). El cuarto episodio, se emitió un día distinto de la semana a la vista de los escasos índices de audiencia, pasando del domingo al jueves. En esa ocasión cosechó 2.252.000 espectadores (12,3% de share). Esta circunstancia precipitó la cancelación de la emisión cuando solo se habían emitido cinco de los trece episodios previstos
| Temporada | Temporada | Episodios | Estreno            | Final                 | Audiencia media | Audiencia media | Audiencia media |
| Temporada | Temporada | Episodios | Estreno            | Final                 | Espectadores    | Cuota           |                 |
| --------- | --------- | --------- | ------------------ | --------------------- | --------------- | --------------- | --------------- |
|           | 1         | 9         | 9 de enero de 2005 | 19 de febrero de 2005 | 2 801 000       | 15,0%           |                 |

## Episodios
| N.º (serie) | N.º (temp.) | Título                | Fecha                 | Audiencia         |
| ----------- | ----------- | --------------------- | --------------------- | ----------------- |
| Temporada 1 |             |                       |                       |                   |
| 1           | 1           | El secuestro          | 9 de enero de 2005    | 3 264 000 (17,5%) |
| 2           | 2           | La deuda de Lucía     | 16 de enero de 2005   | 3 072 000 (16,5%) |
| 3           | 3           | Palabra de lobo       | 23 de enero de 2005   | 2 950 000 (15,6%) |
| 4           | 4           | La cocina de Babel    | 27 de enero de 2005   | 2 466 000 (13,2%) |
| 5           | 5           | La vuelta a casa      | 3 de febrero de 2005  | 2 252 000 (12,3%) |
| 6           | 6           | Viejas amistades      | 7 de febrero de 2005  |                   |
| 7           | 7           | Animales de compañía  | 11 de febrero de 2005 |                   |
| 8           | 8           | Cuestión de confianza | 15 de febrero de 2005 |                   |
| 9           | 9           | La boca del lobo      | 19 de febrero de 2005 |                   |